# Julito Deschamps
Julito Deschamps (Santo Domingo, 1930 - 14 de noviembre de 1985) fue un pianista, guitarrista, cantante y compositor dominicano de boleros y baladas.
Julito Deschamps Una de las características más difíciles de lograr en un artista, es llegar a alcanzar un estilo propio. Sello que, independientemente o en adición a la calidad, hace que se quede en la memoria y trascienda al tiempo, volviéndose ícono de su generación. Dentro de esta denominación, de manera particular tiene su sitio reservado Julito Deschamps, nacido en 1930, nos dejó en 1985, con apenas 55 años de vida.
Discreto y taciturno, siempre entre las sombras, pero todo un maestro de la buena Bohemia, del Feeling, del Bolero y de la magia que se recrea entre brumas, vivencias y recuerdos para la Historia. De articulación y modulación impecable, al igual que su dicción, Julito Deschamps fue un hombre Dominicano sencillo, comprometido siempre con llevar el romance, el desengaño y la declaración de amor a todos.
Sortilegio, La gloria eres tú, Cosas del alma, Evocación, Delirio, ¿Cómo fue?, Miénteme, Tres palabras, Pecadora, Te necesito, Yo vivo mi vida, Como duele una traición, Amor Perdido; de Pedro Flores, un canto al desenfado y al despecho. Escogidos, no por azar, sino seleccionados con exactitud matemática, de ahí la denominación de Julito Deschamps, «El matemático», porque siempre calculó lo que incluía en su repertorio. Seguro que por eso, cada canción que Julito Deschamps interpretó se convirtió en un éxito inolvidable.
El "Julitro"de las boites de los años sesenta y setenta en la capital [[Santo Domingo]] y en Santiago, dejó su voz impregada en el ambiente de la oscuridad, que sólo se apega al sentido, al sentimiento y a la memoria.
Pianista, bohemio, símbolo de la intimidad, con esa voz potente y quejumbrosa que deja el vestigio del sudor, de la pasión, el arrebato, la entrega y el despecho. De la oscuridad y la bruma del bolero que se mete en la sangre y no hay manera de sacarlo.

## Inicios
Deschamps inició en la música como cantante en la orquesta de Papatin Ovalles en el año 1952, pero no fue hasta el año 1960, cuando hizo su primera grabación "Tu palabra y la mía" de Antonio Morel, se hizo conocido con grabaciones como "Será muy fácil" de Jesús Torres Tejeda. Otros de sus títulos como "Llorará por mí", "Dos palabras", "Negra Soledad", "Poquita fe", "Háblame", "Olvídate de mí", "Torpeza", "Cosas del alma", "Tú mi delirio" y "Como duele una traición" gozaron de éxito continuo a pesar de su aversión a la vida pública, negándose a realizar apariciones en los medios. Su obra musical fue reconocida en su país natal y en otros países del Caribe y los Estados Unidos.
Deschamps falleció el 14 de noviembre de 1985 a los 55 años. Julito Deschamps era el papa del
Ya fallecido MC Papo del duo “Sandy Y Papo”.

## Discografía destacada

### Estudio
- Sólo para amarte
- Llorarás por mí
- Recordando al grande de la canción romántica
- No vale la pena (con Olga Guillot)